# غوفر مداري
غوفر مداري (الاسم العلمي: Geomys tropicalis) (بالإنجليزية: Tropical Pocket Gopher.)‏ هو نوع من القوارض يتبع جنس الغوفر من الفصيلة الغوفرية.